# Luis Fernando Duque
Luis Fernando Duque García es político colombiano, nacido el 22 de julio de 1952 en Medellín, Antioquia, ciudad donde ha pasado la mayor parte de su vida. Es miembro del Partido Liberal y ha sido elegido por elección popular para integrar la Cámara de Representantes en dos ocasiones (1998-2002, 2002-2006) y dos más para el Senado (2006-2010, 2014-2018); estuvo también en esta corporación entre el 23 de noviembre de 2011 y el 20 de julio de 2014, en reemplazo de la destituida senadora Amparo Arbeláez Escalante. Actualmente, además de desempeñar el cargo de senador es miembro del Parlamento Andino en representación de Colombia.

## Carrera profesional
Luis Fernando Duque García estudió Economía Industrial en la Universidad de Medellín, cuenta con una especialización en Alta Gerencia de la Universidad de los Andes y doctorado honoris causa por la Universidad Inca Garcilaso de la Vega. Vinculado desde muy joven al Partido Liberal, fue elegido diputado de la Asamblea Departamental de Antioquia (1982-1984) y representante a la Cámara por este departamento en el periodo 1986 a 1990, durante el cual también ocupó la Secretaría de Gobierno de Antioquia (1988-1989) y se llegó a encargar de la Gobernación.
Luego de las elecciones de 1994 regresó a la Cámara en fórmula con el senador Luis Guillermo Vélez, siendo reelecto en los comicios de 1998 y de 2002, de esta forma logró consolidarse como uno de los representantes más destacados y de mayor votación de su región. En 2004, rompe con el senador Vélez, quien se retira del Partido Liberal, mientras Duque decide postular al Senado. En las elecciones de 2006 obtiene su curul como senador por el liberalismo y es designado como miembro de la Comisión Asesora del Director Nacional de su partido.[cita requerida]
En el Tercer Congreso Nacional Liberal, celebrado en Medellín en abril de 2007 es elegido con la mayor votación, como miembro de la Dirección Nacional Adjunta de su partido. El 20 de julio de 2008 fue elegido Segundo Vicepresidente del Senado de la República.[cita requerida]
Para las elecciones de 2010 postuló nuevamente su nombre a las listas del Senado por el Partido Liberal, sin embargo en esta ocasión no obtuvo la votación necesaria para mantener su curul. Luego de que la Procuraduría destituyera a la senadora liberal Amparo Arbeláez Escalante por haber incurrido en irregularidades al suscribir un contrato mientras se desempeñaba como gobernadora del Quindío, Duque fue nombrado como reemplazo en la curul dejada por la destituida senadora, logrando regresar al Senado el 23 de noviembre de 2011.
En las elecciones de 2014 se postula nuevamente para el Senado, resultando elegido con un total de 42.470 votos.

## Congresista de Colombia
En las elecciones legislativas de Colombia de 1998, Duque García fue elegido miembro de la Cámara de Representantes de Colombia con un total de 30.341 votos. Luego en las elecciones de 2002, fue reelecto miembro de la Cámara con un total de 52.93 votos.
En las elecciones legislativas de 2006, Duque fue elegido senador de la República de Colombia con un total de 61.241 votos. Posteriormente en las elecciones de 2010 obtuvo 32.407 votos que resultaron insuficiente para que lograra una curul en el Senado. Sin embargo el 23 de noviembre de 2011 regresó a la corporación en reemplazo de la destituida Amparo Arbeláez Escalante.

### Iniciativas
El legado legislativo de Luis Fernando Duque García se identificó por su participación en las siguientes iniciativas desde el congreso:

- Reformar algunas disposiciones del Sistema General de Pensiones (Aprobado).[6]
- Rendir homenaje póstumo en memoria del general de división José María Córdova Muñoz, héroe de Boyacá (Aprobado).[7]
- Dar descuentos en parafiscales para empresas que contraten personas entre 18 y 25 años de estratos 1,2 y 3 (Archivado).[8]
- Dar aplicación a los artículos 43 y 49 de la Constitución Nacional, a fin de proteger y defender los derechos de la menor embarazada con menos de 18 años (Aprobado).[9]
- Ley General de Pesca y Acuicultura.[10]
- Crear el Banco de Proyectos de ley, Leyes, Acuerdos Distritales, Municipales, Locales, y Ordenanzas en Colombia (Archivado).[11]
- Crear y establecer algunos beneficios parafiscales para los empleadores del nivel público y privado por la obligación de vincular y tener en su planta de personal a personas jóvenes entre los 18 y 25 años de edad de estratos 1, 2 y 3 o Sisbén del mismo nivel (Archivado).[12]
- Plan Maestro de Alimentos y Seguridad Alimentaria Nacional (Archivado).[13]
- Modificar el actual Estatuto de Notariado en Colombia, ordenando al Gobierno Nacional, implementar los mecanismos correspondientes para evitar que se sigan generando suplantación de personas al momento de protocolizar escrituras ante los Notarios del país (Archivado).[14]
- Construir una política de Estado para las víctimas, sobre la base de la justicia, verdad y reparación (Retirado).[15]

## Carrera política

### Partidos políticos
| Partido político | Fecha Inicio        | Fecha Fin |
| Partido Liberal  | 20 de julio de 1998 |           |

### Cargos públicos
Entre los cargos públicos ocupados por Luis Fernando Duque García, se identifican:
| Cargo público             | Partido político | Fecha Inicio             | Fecha Fin           |
| Parlamentario Andino      | Partido Liberal  | 30 de septiembre de 2014 |                     |
| Senador                   | Partido Liberal  | 20 de julio de 2014      |                     |
| Senador                   | Partido Liberal  | 23 de noviembre de 2011  | 20 de julio de 2014 |
| Senador                   | Partido Liberal  | 20 de julio de 2006      | 20 de julio de 2010 |
| Representante a la Cámara | Partido Liberal  | 20 de julio de 2002      | 20 de julio de 2006 |
| Representante a la Cámara | Partido Liberal  | 20 de julio de 1998      | 19 de julio de 2002 |